# Malësi e Madhe
Malësi e Madhe est une municipalité d'Albanie, appartenant à la préfecture de Shkodër. Sa population est de 30 823 habitants en 2011.